# 佩尔·拉格奎斯特

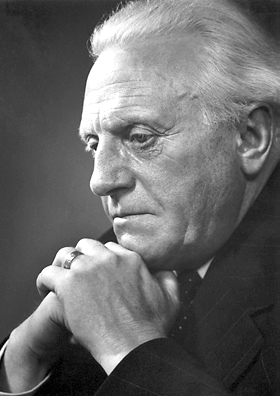
佩尔·拉格奎斯特

佩尔·拉格奎斯特（Pär Lagerkvist，1891年—1974年），瑞典作家，1940年獲選接替维尔纳·冯·海登斯坦成為瑞典學院院士（第8席），曾以《大盜巴拉巴》获得1951年的诺贝尔文学奖。拉格奎斯特一生寫作詩歌、話劇、小說及各種論文，影響力由二十世紀初持續至七十年代。

## 作品在台灣的出版
- 邱豐松/譯，《巴拉巴》，台北市：水牛，1970年、1973年。
- 張伯權/譯，《侏儒》，台北市：志文，1975年、1978年、1985年。
- 諾貝爾文學獎全集編譯委員會/編譯，《拉格維斯特(1951)/摩里亞珂(1952)》，台北市：九華出版：環華發行，1981年。
- 張南星/重譯，《女神巫》，台北市：大林出版社。
- 張南星/重譯，《阿斯威盧斯之死》，台北市：大林出版社。
- 張南星/重譯，《聖地》，台北市：大林出版社。
- 張南星/重譯，《海上朝香客》，台北市：大林出版社，1977年。
- 張鶴琴/譯，《黑落德與瑪利安妮的故事》，台南市：聞導，1988年。
- 沈東子/譯，《大盜巴拉巴、侏儒》，台北市：桂冠，1994年。
- Christopher Fry/編劇，Richard Fleischer/導演，《巴拉巴》，台北市：百科衛星頻道，2002年。數位影音光碟片，約135分。

## 作品在中國的出版
- 北島/編譯，《北歐現代詩選》，河北教育出版社，2004年。